# Škoda 860
Škoda 860 byl luxusní automobil vyráběný automobilkou Škoda. Vyráběl se od roku 1929. Byly to většinou šestimístné až osmimístné limuzíny ale vyráběly se např. i kabriolety.
Motor byl vodou chlazený řadový osmiválec SV o objemu 3380 cm³, měl výkon 44 kW (60 koní). Maximální rychlost byla 110 km/h . Vůz vážil 1265 – 1850 kg.
Výroba byla ukončena v roce 1932. Bylo vyrobeno celkem 49 kusů, z toho 3 přežily dodnes.